# Powiat Steinfurt
Powiat Steinfurt (niem. Kreis Steinfurt) – powiat w Niemczech, w kraju związkowym Nadrenia Północna-Westfalia, w rejencji Münster. Stolicą powiatu jest miasto Steinfurt.

## Historia
W 1816 powstał powiat Steinfurt, powszechnie nazywany Kreis Burgsteinfurt. Obecny większy powiat powstał w 1975.

## Podział administracyjny
Powiat Steinfurt składa się z:
- dziesięciu gmin miejskich (Stadt)
- 14 gmin wiejskich (Gemeinde)

Gminy miejskie:
| Lp. | Nazwa gminy miejskiej | Ludność (31.12.2010) | Powierzchnia km² |
| --- | --------------------- | -------------------- | ---------------- |
| 1   | Emsdetten             | 35.523               | 71,89            |
| 2   | Greven                | 36.044               | 140,15           |
| 3   | Hörstel               | 19.883               | 107,39           |
| 4   | Horstmar              | 6.915                | 44,75            |
| 5   | Ibbenbüren            | 51.552               | 108,59           |
| 6   | Lengerich             | 22.234               | 90,77            |
| 7   | Ochtrup               | 19.430               | 105,53           |
| 8   | Rheine                | 76.530               | 144,86           |
| 9   | Steinfurt             | 33.901               | 111,43           |
| 10  | Tecklenburg           | 9.159                | 70,37            |

Gminy wiejskie:
| Lp. | Nazwa gminy wiejskiej | Ludność (31.12.2010) | Powierzchnia km² |
| --- | --------------------- | -------------------- | ---------------- |
| 1   | Altenberge            | 10.248               | 62,52            |
| 2   | Hopsten               | 7.585                | 99,78            |
| 3   | Ladbergen             | 6.383                | 52,34            |
| 4   | Laer                  | 6.289                | 35,03            |
| 5   | Lienen                | 8.578                | 73,34            |
| 6   | Lotte                 | 13.912               | 37,65            |
| 7   | Metelen               | 6.329                | 40,23            |
| 8   | Mettingen             | 12.105               | 40,60            |
| 9   | Neuenkirchen          | 13.774               | 48,30            |
| 10  | Nordwalde             | 9.373                | 51,27            |
| 11  | Recke                 | 11.578               | 53,61            |
| 12  | Saerbeck              | 7.302                | 59,02            |
| 13  | Westerkappeln         | 11.190               | 85,78            |
| 14  | Wettringen            | 7.970                | 57,53            |